# EBS FM
EBS FM은 대한민국의 한국교육방송공사에서 운영·방송하는 FM 라디오 방송 채널이다. 주로 어학, 교육, 교양 프로그램 등을 방송한다. 아침에는 어학, 심야에는 주로 문학 관련 프로그램을 중점적으로 편성하며, 전국적으로 산재되어 있는 KBS 지역 총국의 지상파 송출망을 공유하고 있다.
본 채널은 공익적 채널의 특성상 지역방송과 광고방송(상업광고방송)이 없고 24시간 방송이 아니며, 오전 5시부터 다음 날 오전 2시까지만 방송한다. 지역방송 또한 없다.
수도권에서만 스테레오로 방송하며, 수도권 외 지역에서는 모노로 방송 중이다. 단, 주파수는 전국방송이다.

## 정규방송 시간
- 매일 오전 5:00 ~ 익일 오전 2:00 (21시간)

## 개요
EBS FM은 KBS 제1라디오와 함께 대한민국에서 송출망이 가장 많은 라디오 채널이다. 이렇게 주파수가 전국적으로 많이 구축된 것은, 과거에는 대학수학능력시험 듣기평가(언어, 외국어 영역)를 라디오 방송을 통해 재생하였고(수신불량 등 일부 음영 지역이 많은 경우, 현재는 각 학교의 시험장에 배부된 카세트 테이프나 CD로 재생), 현재에도 전국 단위로 중고교생을 대상으로 영어듣기능력평가가 이 방송을 통하여 시행되기 때문이다.
개국 당시 주파수는 EBS FM의 전신인 KBS 교육FM의 주파수를 계승하여, KBS의 지역 총국의 지상파 송출망을 공유하고 있다.

## 특징
광고방송(상업광고방송)은 내보내지 않는다. 광고방송(상업광고방송)을 내보내지 않는 이유는 공익광고방송을 하고 있고, 광고방송(상업광고방송) 없이 라디오 프로그램을 시작 및 종료되기 때문이다. 광고방송(상업광고방송)을 전혀 내보내지 않는 것이 라디오 채널이다.

### 로고송
- 또 다른 세상을 만나다~ 새로운 여행~ EBS~ FM~ 2012년 2월 27일 ~ 현재 (책 읽어주는 라디오 개편 이후)

## 연혁

### 1970년대
- 1974년 3월 28일 : KEDI 라디오 교육방송 개국 (호출부호 HLQL-FM, FM 104.5㎒).

### 1980년대
- 1981년 2월 2일 : KBS 교육라디오로 개칭

### 1990년대
- 1990년 12월 27일 : 운영 주체 변경에 따라 교육방송(EBS)으로 분리. EBS FM 개칭.

### 2000년대
- 2003년[언제?] : 104.5㎒의 출력을 5㎾에서 10㎾로 증강.
- 2004년 8월 30일 : 스튜디오 시스템을 기존의 아날로그 오픈릴 테이프 방식에서 디지털 오디오 파일 방식으로 전면 전환.
- 2008년 6월 18일 : 방송대학 강좌 라디오 송출 폐지.

### 2010년대
- 2011년 7월 27일 : 우면산 산사태로 인한 방송장비 손상으로 정규방송 중지 및 긴급 음악방송으로 전환. 당일 저녁 6시에 정규방송 긴급 복구.
- 2017년 7월 16일 : 일산 신사옥으로의 연주소 이전을 위한, 라디오 방송의 우면동 방송센터 마지막 송출.

## 방송 프로그램

### 현재 방송 프로그램
| - 모닝 스페셜 (최수진 진행)(유튜브 실시간 방송) - Easy Writing - 야사시이 일본어 - 타노시이 일본어 - 초급 중국어 - 중급 중국어 - 김대균 토익킹 - 입이 트이는 영어 - 귀가 트이는 영어 - Start English - Easy English - Power English - 이브닝 스페셜 (유튜브 실시간 방송) | - 세계음악기행 (가수 이승열 진행) - EBS 북카페 (책 읽어주는 라디오, 윤고은 진행) - 클래식 클래식 (성악가 정경 교수 진행, 유튜브 실시간 방송) - 아이돌 한국어 - 청소년소통프로젝트 경청 (환웅, 시온 (원어스) 진행) |

### 종방된 프로그램
| - EBS 월드뉴스 - 경청 - EBS TEPS - 고교국어듣기 - 명사가 읽어주는 한 권의 책 - 입에서 톡 - 이탈리아어 - 입에서 톡 - 브라질어 - 입에서 톡 - 인도네시아어 - 입에서 톡 - 러시아어 - 입에서 톡 - 아랍어 - 입에서 톡 - 베트남어 - 한일의 쉽게 배우는 영문법 - English Book Cafe - 운이 트이는 영어 - 폰폰잉글리시 - 바삭바삭 영국영어 - 말미잘 English - 상상하는 VOCA - 58분 영어 - 왕초보 영어 - 반짝 영어 - 니하오마 - 니하오 차이나 - 차이나 스페셜 - 大韓民國 영어본부 - World Entertainment Report - 리스닝 스페셜 - 영어 스타트! 김과장 - 말문이 터지는 영문법 - 경선식의 고교 영단어 - 문덕의 어휘대첩 - Easy 토익 - 라디오 토익 - 김대균의 토익 완전정복 - 김대균의 퍼펙트 토익 - 윤석환의 토익 스타트 - 조오제의 토익 리스닝 - 라디오 토플 - 박귀빈의 사랑해요 코리아 - 쇼! 생생영어 - 서경원의 JPT (서경원 진행) - EBS 실전 HSK - 이무영의 팝스 잉글리시 (이무영 진행) - 포켓 중국어 - English Go! Go! - TOEIC Speaking - 인도네시아어로 배우는 TOPIK Ⅰ - 김과장, 영어로 날다 - 권주현의 진짜 영국 영어 - 진짜 미국 영어 - 메이슨의 포켓 English - EBS 초급 인도네시아어 - EBS 초급 미얀마어 - EBS 초급 캄보디아어 - EBS 초급 태국어 - EBS 초급 베트남어 | - EBS FM 스페셜 - 토요 인문학 콘서트 (책 읽어주는 라디오) - EBS 오디오북 (책 읽어주는 라디오) - 짧은 이야기 세상 (책 읽어주는 라디오) - EBS 판타지아 (책 읽어주는 라디오) - 라디오 전기문 (책 읽어주는 라디오) - 어른을 위한 동화 (책 읽어주는 라디오) - 라디오 소설 (책 읽어주는 라디오) - 단편소설관 (책 읽어주는 라디오) - 수필 콘서트 (책 읽어주는 라디오) - 소설마당 판 (책 읽어주는 라디오) - 고전 읽기 (책 읽어주는 라디오) - 영미 문학관 (책 읽어주는 라디오) - 뉴스 코리아 (책 읽어주는 라디오) - 단편 소설관 (책 읽어주는 라디오) - 화제의 베스트셀러 (책 읽어주는 라디오) - 라디오 역사극장 (책 읽어주는 라디오) - 라디오 연재 소설 (책 읽어주는 라디오) - 라디오 인물열전 (책 읽어주는 라디오) - 주제가 있는 책방 (원기준 진행) - 영어가 있는 재즈 - 영어가 있는 클래식 - 아름다운 밤 우리들의 라디오 - 청년시대 - 라디오 드림 토마스 쿡입니다 (토마스 쿡 진행) - 명사의 영어강독 - 어린이 영어 이렇게 하세요 - 라디오 교양 시리즈 - 지식 프라임 - 심현섭의 성공시대 (심현섭 진행) - 최광기, 황현희의 시사난타 (최광기, 황현희 진행) - 지금은 교육시대 - 학교종이 땡땡땡 - 속 시원한 라디오 - 라디오 문학관 - 임동창의 풍류방 (임동창 진행) - EBS 영화음악실 - EBS FM 정보타임 - 정보타임 리뷰 - 고전 극장 - 재즈 No. 1 - 라디오 삼국지 - 라디오 화법여행 - 알고 쓰는 우리말 - 책으로 여는 세상 - 책으로 만나는 세상 - 라디오 기획 특강 - 명사 인터뷰 - 월드센터 김민웅입니다 - 교육매거진 오늘 - 알고 쓰는 우리말 - 부모의 시간 - 라디오멘토 - 부모 - 방송통신고등학교 - 행복한 교육세상 - 라디오 방송대학 - EBS 라디오 교육뉴스 - 클래식 드라이브 - 선데이 뮤직 - 책처럼, 음악처럼 - 음악이 흐르는 책방 - 오천만의 재무상담 - 심야 라디오 극장 - 오디오 천국 - 오늘 읽는 고전 - 오천만의 변호인 - 밤의 라디오 (우석 (펜타곤) 진행) |

## 방송 시간
|                            | 0 | 1 | 2 | 3 | 4 | 5 | 6 | 7 | 8 | 9 | 10 | 11 | 12 | 13 | 14 | 15 | 16 | 17 | 18 | 19 | 20 | 21 | 22 | 23 | 비고 |
| -------------------------- | - | - | - | - | - | - | - | - | - | - | -- | -- | -- | -- | -- | -- | -- | -- | -- | -- | -- | -- | -- | -- | ---- |
| 월요일                     | ● | ● | ○ | ○ | ○ | ● | ● | ● | ● | ● | ●  | ●  | ●  | ●  | ●  | ●  | ●  | ●  | ●  | ●  | ●  | ●  | ●  | ●  |      |
| 화요일                     | ● | ● | ○ | ○ | ○ | ● | ● | ● | ● | ● | ●  | ●  | ●  | ●  | ●  | ●  | ●  | ●  | ●  | ●  | ●  | ●  | ●  | ●  |      |
| 수요일                     | ● | ● | ○ | ○ | ○ | ● | ● | ● | ● | ● | ●  | ●  | ●  | ●  | ●  | ●  | ●  | ●  | ●  | ●  | ●  | ●  | ●  | ●  |      |
| 목요일                     | ● | ● | ○ | ○ | ○ | ● | ● | ● | ● | ● | ●  | ●  | ●  | ●  | ●  | ●  | ●  | ●  | ●  | ●  | ●  | ●  | ●  | ●  |      |
| 금요일                     | ● | ● | ○ | ○ | ○ | ● | ● | ● | ● | ● | ●  | ●  | ●  | ●  | ●  | ●  | ●  | ●  | ●  | ●  | ●  | ●  | ●  | ●  |      |
| 토요일                     | ● | ● | ○ | ○ | ○ | ● | ● | ● | ● | ● | ●  | ●  | ●  | ●  | ●  | ●  | ●  | ●  | ●  | ●  | ●  | ●  | ●  | ●  |      |
| 일요일                     | ● | ● | ○ | ○ | ○ | ● | ● | ● | ● | ● | ●  | ●  | ●  | ●  | ●  | ●  | ●  | ●  | ●  | ●  | ●  | ●  | ●  | ●  |      |
| ● 방송중, ○ 방송종료(정파) |   |   |   |   |   |   |   |   |   |   |    |    |    |    |    |    |    |    |    |    |    |    |    |    |      |

## 같이 보기
- KBS 제1라디오
- KBS 제2라디오
- MBC FM4U
- CBS 음악FM
- BBS FM
- TBS FM
- YTN
- 시민방송
- 상생방송
- 방송대학TV